# Liste der Kantone der Föderation Bosnien und Herzegowina
Die Kantone sind die föderalen Einheiten, aus denen die Föderation Bosnien und Herzegowina besteht, die ihrerseits eine der zwei Entitäten des Staates Bosnien und Herzegowina ist.
Die Föderation ist in zehn Kantone unterteilt.
Die beiden Kantone Mittelbosnien (6) und Herzegowina-Neretva (7) haben einen Sonderstatus als binationale Kantone, in denen für wichtige Beschlüsse die Zustimmung sowohl der kroatischen als auch der bosniakischen Mandatsträger erforderlich ist. Von den übrigen gelten Una-Sana (1), Tuzla (3), Zenica-Doboj (4), Bosnisches Podrinje (5) und Sarajevo (9) als (mehrheitlich) bosniakische, Posavina (2), West-Herzegowina (8) und der Kanton 10 (Livno) als (mehrheitlich) kroatische Kantone.
Die Kantone sind in Gemeinden (općine) untergliedert.

## Übersichtstabelle
| Nr. | Wappen | Kürzel | Name                                                                                             | Hauptstadt    | Einwohnerzahl (Census 2013) | Fläche (km²) | Dichte | Anzahl der Gemeinden                        |
| --- | ------ | ------ | ------------------------------------------------------------------------------------------------ | ------------- | --------------------------- | ------------ | ------ | ------------------------------------------- |
| 1   |        | USK    | Kanton Una-Sana (Unsko-sanski kanton)                                                            | Bihać         | 273.261                     | 4.125,0      | 66     | 6 Gemeinden, 2 Städte                       |
| 2   |        | PK     | Kanton Posavina (Posavski kanton / Posavska županija)                                            | Orašje        | 43.453                      | 324,6        | 134    | 3 Gemeinden                                 |
| 3   |        | TK     | Kanton Tuzla (Tuzlanski kanton)                                                                  | Tuzla         | 445.028                     | 2.649,0      | 168    | 12 Gemeinden, 1 Stadt                       |
| 4   |        | ZDK    | Kanton Zenica-Doboj (Zeničko-dobojski kanton)                                                    | Zenica        | 364.433                     | 3.334,3      | 109    | 11 Gemeinden, 1 Stadt                       |
| 5   |        | BPK    | Kanton Bosnisches Podrinje (Bosansko-podrinjski kanton)                                          | Goražde       | 23.734                      | 504,6        | 47     | 2 Gemeinden, 1 Stadt                        |
| 6   |        | SBK    | Kanton Zentralbosnien/Mittelbosnien (Srednjobosanski kanton / Srednjobosanska županija)          | Travnik       | 254.686                     | 3.189        | 80     | 12 Gemeinden                                |
| 7   |        | HNK    | Kanton Herzegowina-Neretva (Hercegovačko-neretvanski kanton / Hercegovačko-neretvanska županija) | Mostar        | 222.007                     | 4.401        | 50     | 8 Gemeinden, 1 Stadt                        |
| 8   |        | ZHK    | Kanton West-Herzegowina (Zapadno-hercegovački kanton / Zapadno-hercegovačka županija)            | Široki Brijeg | 94.898                      | 1.362,2      | 70     | 3 Gemeinden, 1 Stadt                        |
| 9   |        | KS     | Kanton Sarajevo                                                                                  | Sarajevo      | 413.593                     | 1.276,9      | 324    | 4 Gemeinden der Stadt Sarajevo, 5 Gemeinden |
| 10  |        | K10    | Kanton 10 (Hercegbosanska županija)                                                              | Livno         | 84.127                      | 4.934,9      | 17     | 5 Gemeinden, 1 Stadt                        |
| –   |        | FBiH   | Föderation Bosnien und Herzegowina                                                               | Sarajevo      | 2.219.220                   | 26.110,0     | 85     | 79                                          |